# Café de olla
A café de olla (körülbelüli jelentése: fazekas kávé) egy mexikói kávéspecialitás. Hagyományosan úgy készítik, hogy egy égetettagyag-edényben forró (de nem forrásban levő) vízben piloncillót (cukornádból készült barnacukrot) oldanak fel, majd beleteszik a nem túl finomra őrölt kávét és egy fahéjrudat, majd néhány perc múlva leszűrik. Gyakori az is, hogy a fahéj mellett még szegfűszeget és/vagy narancs reszelt héját is beleteszik, de létezik ánizsos változata is.
A café de olla állítólag a mexikói forradalom idején terjedt el, ahol éjszakánként a tábortüzek mellett készítették a forradalmárokat segítő asszonyok, a soldaderák.